# Everything Everything
Everything Everything est un groupe d'art rock britannique, originaire du district de Tynedale, du Kent et de l'île de Guernesey et résident à Manchester, en Angleterre.
En 2021, le groupe compte cinq albums studio : Man Alive en 2010, Arc en 2013, Get to Heaven en 2015, A Fever Dream en 2017 et RE-ANIMATOR en 2020 qui ont reçu d'excellentes critiques,,. Ils sont déjà nommés pour un Mercury Music Prize et comptent trois nominations pour un Ivor Novello Award.

## Biographie

### Origines et débuts
L'un des trois des premiers membres originaires de Northumberland, en Angleterre - Jonathan Higgs (chant, claviers, guitare) a grandi dans le village de Gilsland, et Michael Spearman (batterie, chant) et Alex Niven (guitare, chant) sont originaires de Newbrough. Ils se rencontrent à la Queen Elizabeth High School de Hexham où ils commencent à jouer ensemble,. Higgs ira étudier la musique populaire et l'enregistrement sonore à l'université de Salford, où il fait la rencontre du bassiste Jeremy Pritchard. Higgs et Pritchard décideront de former un groupe une fois leur diplôme en poche,.
Vers la fin 2006, Higgs et Niven envisagent de créer un groupe « avec une sorte d'esthétique poptimiste à la Paul Morley. » Avec l'arrivée de Pritchard et Spearman, le groupe commence à jouer à l'automne 2007. Pritchard se rappelle : « on était plus côté punk, avec guitare et sans synthé. C'était le meilleur moyen de jouer ensemble et de s'harmoniser. »
Gagnant rapidement l'intérêt de l'industrie musicale, le groupe s'associe avec producteur David Kosten (Bat For Lashes, Faultline). Everything Everything publie un premier single, Suffragette Suffragette, le 1er décembre 2008 chez Salvia, une sous-branche du label XL Recordings, uniquement en format vinyle. Il est ensuite suivi par le single Photoshop Handsome, qui verra le groupe incorporer du synthétiseur pour la première fois, le 20 juillet 2009, en single. En automne 2009, le groupe publie MY KZ, UR BF, encore une fois en format vinyle, au label Young and Lost Club. Everything Everything fait la liste du Sound of 2010 de BBC le 7 décembre 2009.
Pas loin après leur nomination au Sound of 2010 de BBC, Everything Everything signe au label Geffen Records avant de sortir le single Schoolin' le 10 juin 2010 en CD single, téléchargement et vinyle.

### Man Alive(2010–2012)
Leur premier album, Man Alive (produit par David Kosten) est publié le 30 août 2010 et précédé par la réédition du single MY KZ, UR BF le 23 août 2010, qui débute 121e de l'UK Singles Chart.
Man Alive est bien accueilli par la presse spécialisée, mais d'autres ne l'épargnent pas. Le New Musical Express (NME) surnomme les membres du groupe de « nouveaux Picasso de la pop » et explique qu'« il y a trois mots qui les désignent dans la scène indé : ambition, intellect et effort. » BBC Music félicite le groupe avec brio et note que « ce quatuor de Manchester épouse toutes les formes qu'on veut dans l'indé... EE sont vraiment excentriques, et divertissants [...]. Ils savent donner de la profondeur, [...] et savent – crucialement – s'arrêter quand il le faut. » Drowned in Sound les félicite également.
Pour Pitchfork, Ian Cohen commente que l'album est « un exemple d'expérimentation enthousiaste » et critique la « voix irritable » de Higgs. Le 19 juillet 2011, Man Alive est nommé pour un Mercury Prize (qu'il perd face à Let England Shake de PJ Harvey).
En mai 2011, Everything Everything joue à la Radio 1's Big Weekend de Carlisle, Cumbria. Il s'agit du premier concert près de la ville natale de Jonathan Higgs, à Gilsland. Le 28 novembre 2011 (avec Badly Drawn Boy et I Am Kloot), Everything Everything joue pour le concert de charité pour Billie Butterfly, une jeune fille  diagnostiquée d'une rare tumeur cérébrale.

### Arc(2012–2014)
En 2012, Everything Everything termine ses sessions avec David Kosten pour un deuxième album. Le premier single, Cough Cough, est publié le 28 août 2012. Le titre est révélé, Arc, et sa date de sortie est prévue pour début 2013. Arc est publié le 14 janvier 2013, et débute cinquième de l'UK Album Chart.
L'album est considéré comme « un autre tour de force » par The Observer. Le New Musical Express considère l'album comme meilleur que son prédécesseur.
Un troisième single issu de Arc - Duet - est publié le 23 mars 2013 en format vinyle.
Kemosabe est nommé Best Contemporary Song aux Ivor Novello Awards en 2014.

### Get to Heaven(2015–2016)
Le 17 février 2015, le groupe publie le single Distant Past que Zane Lowe de la BBC Radio 1 nomme Hottest Record in the World. Leur troisième album, Get to Heaven, est publié le 22 juin 2015. Mark Savage rapporte pour BBC Entertainment : « Ebola, les avions disparus, les décapitations, la montée de UKIP. Ce ne sont pas des sujets qui font habituellement le top 40, mais c'est exactement sur ces sujets sur lesquels Everything Everything se concentre depuis des années […]. » Higgs expliquera à Savage, « après avoir terminé l'album, j'ai lu les paroles et réalisé que j'avais écris une horrible Bible. »
Le clip de leur nouveau single Spring / Sun / Winter / Dread est partagé le 31 juillet 2015. Il fait participer le chanteur Jonathan Higgs à la production. Le 2 septembre 2016, Everything Everything sort un nouveau single, I Believe It Now pour BT Sport. Ils annoncent aussi travailler sur un quatrième album, dont les paroles seront « inévitablement » affectées par le Brexit.

### A Fever Dream(depuis 2017)
Le 13 juin 2017, Everything Everything annonce un nouvel album, A Fever Dream, à sortir à l'international le 18 août 2017.

## Discographie

### Albums studio
| Titre         | Détails                                                       | Meilleure position | Meilleure position |
| Titre         | Détails                                                       | UK                 | IRL                |
| ------------- | ------------------------------------------------------------- | ------------------ | ------------------ |
| Man Alive     | - Sorti le 27 août 2010 - Label: Geffen                       | 17                 | —                  |
| Arc           | - Sorti le 14 janvier 2013 - Label: Sony RCA                  | 5                  | 37                 |
| Get to Heaven | - Sorti le 15 juin 2015 - Label: Sony RCA                     |                    |                    |
| A Fever Dream | - Sorti le 18 août 2017 - Label: Sony RCA                     |                    |                    |
| RE-ANIMATOR   | - Sorti le 11 septembre 2020 - Label: Infinity Industries LLP |                    |                    |
| Raw Data Feel | - Sorti le 20 mai 2022 - Label: Infinity Industries LLP       |                    |                    |
| Mountainhead  | - Sorti le 1 mars 2024 - Label: BMG Rights Management         |                    |                    |

### EP
| Titre        | Détails                                                    |
| ------------ | ---------------------------------------------------------- |
| Schoolin'    | - Sorti le 7 juillet 2010 - Label: Vinyl Junkie Recordings |
| MY KZ, UR BF | - Sorti le 16 avril 2011 - Label: Vinyl Junkie Recordings  |

### Singles
| Single                  | Année | Meilleure position | Album         |
| Single                  | Année | UK                 | Album         |
| ----------------------- | ----- | ------------------ | ------------- |
| Suffragette Suffragette | 2008  | —                  | Man Alive     |
| Photoshop Handsome      | 2009  | 129                | Man Alive     |
| MY KZ, UR BF            | 2009  | 121                | Man Alive     |
| Schoolin'               | 2010  | 152                | Man Alive     |
| Cough Cough             | 2012  | 37                 | Arc           |
| Kemosabe                | 2013  | 48                 | Arc           |
| Duet                    | 2013  | —                  | Arc           |
| Don't Try               | 2013  | —                  | Arc           |
| Distant Past            | 2015  | —                  | Get to Heaven |

## Membres

### Membres actuels
- Jonathan Higgs – voix, claviers, guitare rythmique (depuis 2007)
- Jeremy Pritchard – basse, claviers, chœurs (depuis 2007)
- Michael Spearman – batterie, chœurs (depuis 2007)
- Alex Robertshaw – guitare, claviers, chœurs (depuis 2009)

### Ancien membre
- Alex Niven – guitare, chœurs (2007–2009)

### Musicien live
- Peter Sené – claviers (depuis 2012)

## Récompenses et nominations
| Année | Organisation                              | Récompense                            | Œuvre          | Résultat   |
| ----- | ----------------------------------------- | ------------------------------------- | -------------- | ---------- |
| 2009  | BBC                                       | Sound of 2010                         | NC             | Nomination |
| 2011  | The Times                                 | Breakthrough Award                    | NC             | Lauréat    |
| 2011  | NME                                       | Meilleur nouveau groupe               | NC             | Nomination |
| 2011  | Ivor Novello Awards                       | Meilleur album                        | Man Alive      | Nomination |
| 2011  | Ivor Novello Awards                       | Meilleure chanson musicale et lyrique | MY KZ, UR BF   | Nomination |
| 2011  | Saatchi & Saatchi New Director's Showcase | Meilleur réalisateur                  | Jonathan Higgs | Nomination |
| 2011  | Q Awards                                  | Meilleur nouveau groupe               | NC             | Nomination |
| 2012  | NME                                       | 50 meilleurs morceaux de 2012         | Cough Cough    | #30        |
| 2014  | Music Producers Guild Awards              | Single britannique de l'année         | Kemosabe       | Lauréat    |
| 2014  | Ivor Novello Awards                       | Meilleure chanson contemporaine       | Kemosabe       | Nomination |